# Timpano a gradini

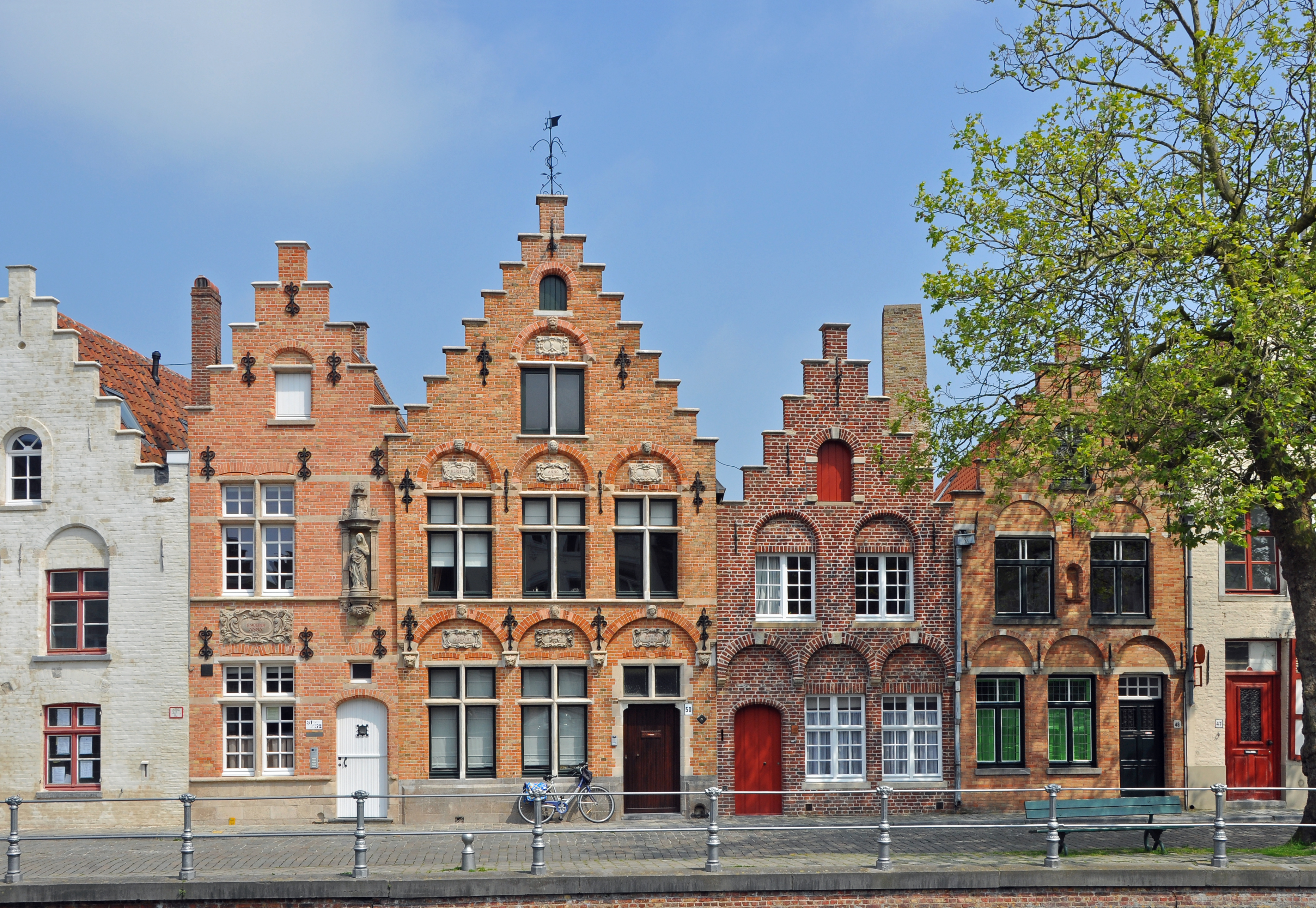
Edifici a Bruges, in Belgio, con timpani a gradini

Il timpano a gradini è un elemento architettonico, posto sulla sommità di una facciata, con una conformazione a scalini.

## Diffusione

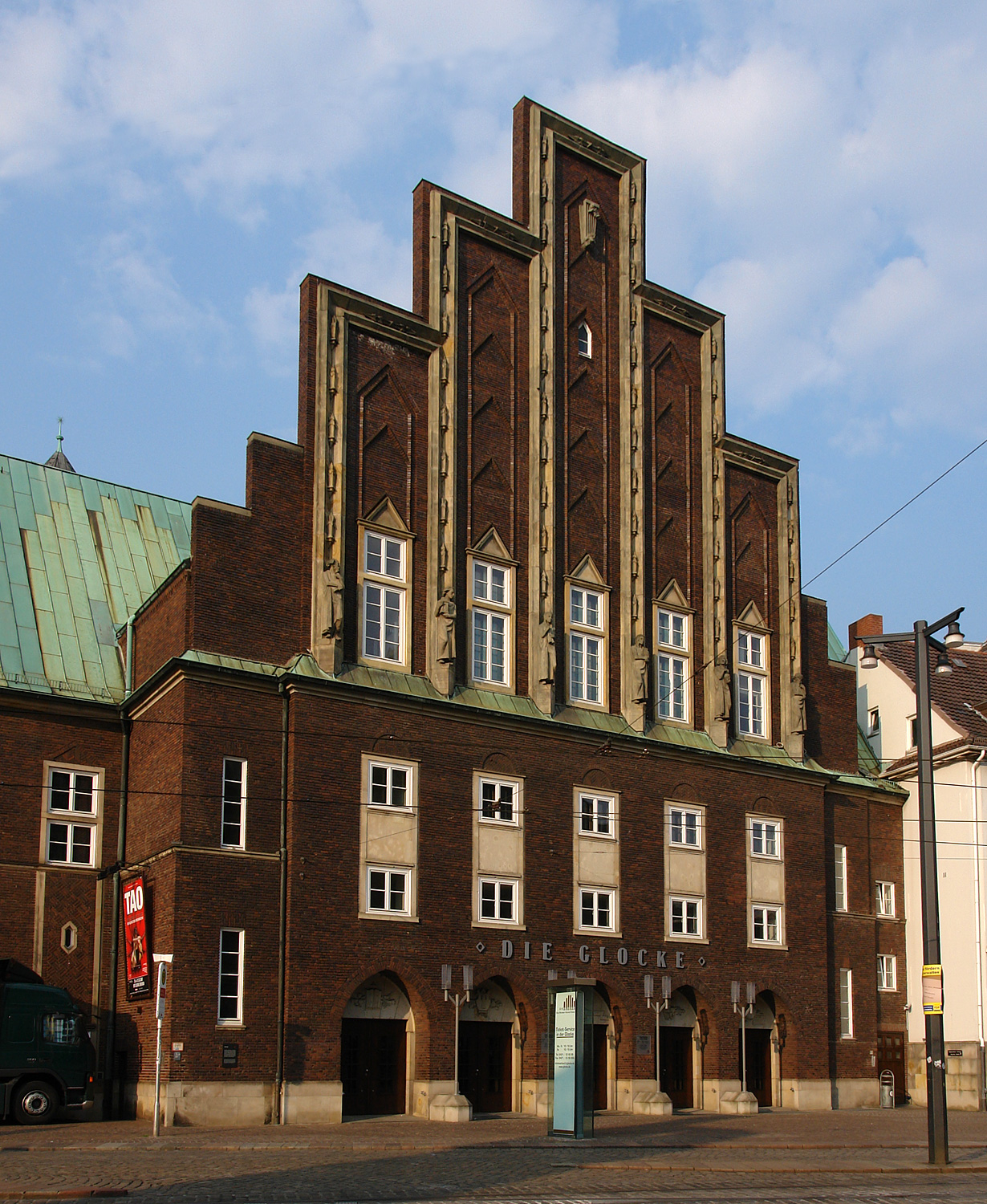
Die Glocke, a Brema, in Germania

Il timpano a gradini è particolarmente diffuso nell'Europa centrale e settentrionale. Già popolare in Belgio nel dodicesimo secolo, il timpano a gradini caratterizzava molti edifici olandesi e della Germania settentrionale durante il Rinascimento. Durante il quindicesimo secolo, trovò una certa fortuna anche nell'architettura britannica. Figura anche in diversi edifici neogotici del Regno Unito, della Francia e del Nord America.